# 沃爾溫德冰川
沃爾溫德冰川（英語：Whirlwind Glaciers），是南極洲的冰川，位於葛拉漢地的鮑曼海岸，最終注入旋風灣西面，在1928年12月20日由澳大利亞探險家發現，現時由南極條約體系管理。